# Сао Томе и Принсипе на Светском првенству у атлетици на отвореном 2013.
Сао Томе и Принсипе је учествовала на 14. Светском првенству у атлетици на отвореном 2013. одржаном у Москви од 10. до 18. августа. Репрезентацију Сао Томе и Принсипе представљао је један атлетичар који се такмичио у трци на 100 метара.,
На овом првенству Сао Томе и Принсипе није освојило ниједну медаљу. Није било новог националног рекорда већ само најбољи лични резултат сезоне.

## Резултати

### Мушкарци
| Атлетичар               | Дисциплина | Лични рекорд | Предтакмичење | Предтакмичење | Квалификације        | Квалификације        | Полуфинале           | Полуфинале           | Финале               | Финале  | Детаљи |
| Атлетичар               | Дисциплина | Лични рекорд | Резултат      | Место         | Резултат             | Место                | Резултат             | Место                | Резултат             | Место   | Детаљи |
| ----------------------- | ---------- | ------------ | ------------- | ------------- | -------------------- | -------------------- | -------------------- | -------------------- | -------------------- | ------- | ------ |
| Кристофер Лима Да Коста | 100 м      | 11,56        | 11,79 ЛРС     | 7 гр 1        | Није се квалификовао | Није се квалификовао | Није се квалификовао | Није се квалификовао | Није се квалификовао | 73 / 75 |        |